# Соціалістична партія Америки
Соціалістична партія Америки (англ. Socialist Party of America, SPA) — колишня соціалістична політична партія в США, заснована в 1901 році після злиття Соціал-демократичної партії США, створеної трьома роками раніше ветеранами «пулманівського страйку» Американського союзу залізничників (American Railway Union), і крила Соціалістичної робітничої партії Америки (Socialist Labor Party of America). Партія була популярною в 1904—1912 роках, але розкололась під час Першої світової війни.